# Grabiny (Subkarpaten)
Grabiny is een plaats in het Poolse district  Dębicki, woiwodschap Subkarpaten. De plaats maakt deel uit van de gemeente Czarna en telt 1700 inwoners.

## Verkeer en vervoer
- Station Grabiny